# Frostpunk
Frostpunk je počítačová hra z roku 2018 od firmy 11 bit studios, jedná se o budovatelskou strategii. Ve hře se stáváte správcem zamrzlého města, které musí přežít nehostinné přírodní podmínky.

## Příběh
Hra se odehrává v roce 1886, kdy erupce sopky Krakatoa a Tambora, zatmění Slunce a další neznámé faktory způsobily celosvětovou vulkanickou zimu. To následně vedlo k rozsáhlému nedostatku potravin a ke smrti většiny celosvětové populace. Tato událost zhruba odpovídá skutečnému světovému výbuchu sopky Krakatoa roku 1883, vulkanické události, která vedla k celosvětovému ochlazení.
V reakci na tuto skutečnost několik britských úřadů postavilo několik zařízení nazývaných "generátory" na severu země bohatém na uhlí, které mají být městskými centry v případě, že klesající teploty způsobí masovou migraci z jihu. Ve všech scénářích je hráč vůdcem města kolem generátoru a spravuje dostupné zdroje, aby zajistil přežití města.